# Röstjärn
För sjöar med snarlika namn, se: Röstjärnen

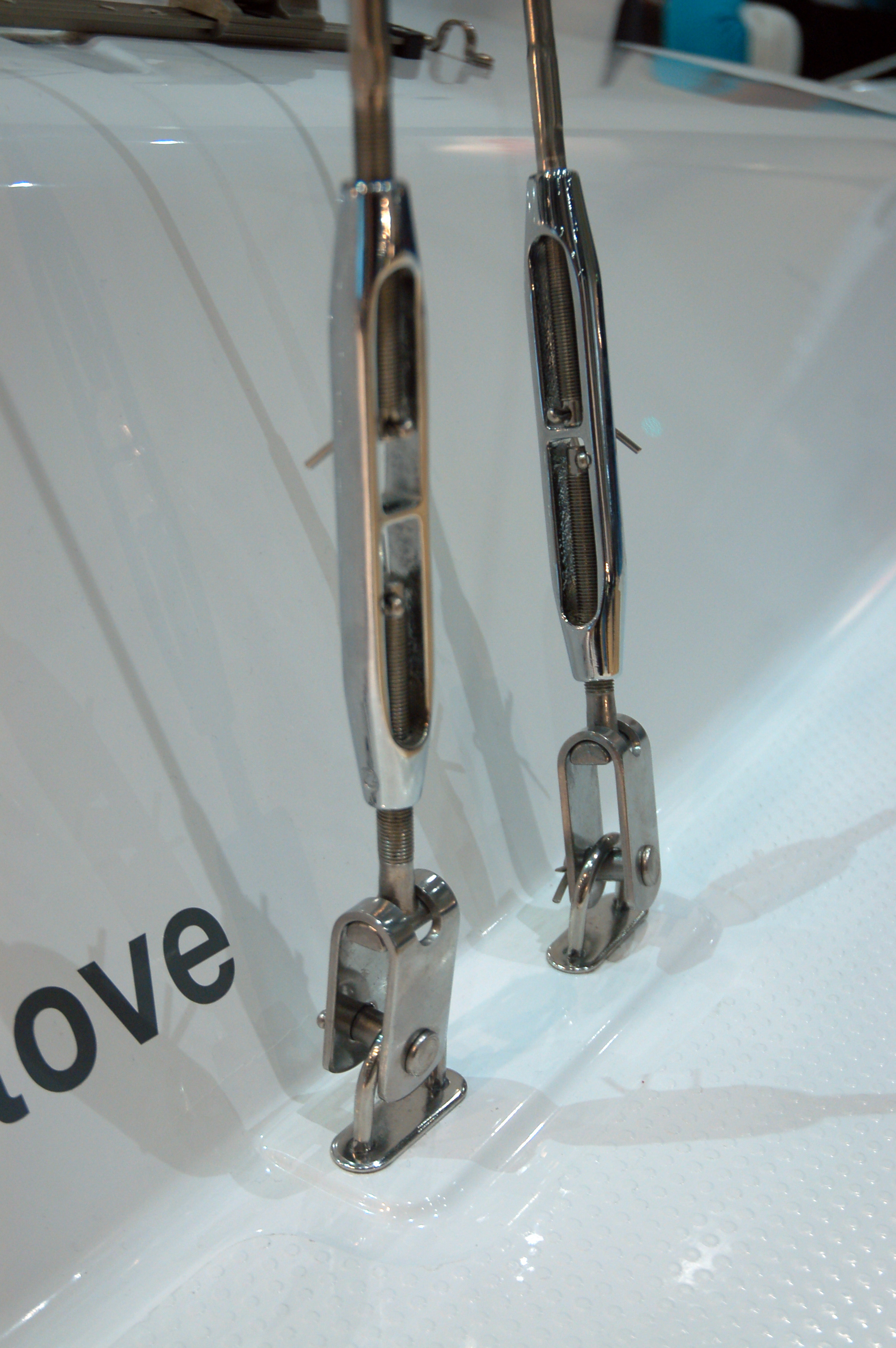
Röstjärn.

Röstjärn är beslag på utsidan av bordläggningen på segelfartyg, röstjärnen är bultade eller fästa med nit genom bordläggningen och dess bakomvarande spant. Röstjärnen tjänstgör som förankring av vant och barduner för att staga masten i sidled. Namnet kommer av röst, som är en kraftig utbyggnad av bordläggningen mittför varje mast och som håller röstjärnen från skeppssidan så att vanten går fria från relingen.
På moderna segelbåtar är vanten normalt fästa i genomgående röstjärn vid relingen eller på däck. Beroende på typ av båt och storlek har röstjärnen olika förankring. En träsegelbåt kan ha röstjärnen lagda på insida av spanten. Däremot har en plastbåt röstjärnen laminerade mot den inre sidan av bordläggningen, här kan röstjärnen gå ned i kölsvinet för att erhålla tillräcklig styrka.